# Тактовик
Тактови́к — міжсистемна форма віршування, основою сумірності в якій є ізохронізм віршорядків і таке розташування слів у них, яке уможливлює їхнє членування на такти.
Прихильники музичного погляду на тактовик (або ж тактометр) виводять його від поняття «такт» (лат. tactus — дотик рукою, в музиці — дотик диригента до пульта, чим визначається швидкість темпу) — одиниця музичного ритму, невелика частина музичного руху, яка містить один ударний момент (акцент) і один або кілька неударних. Розмір такту вказується при нотному ключі: 4/4, 3/4, 6/8 тощо. Один і той самий музичний такт може містити різну кількість складів словесного тексту в вокальній музиці, не порушуючи метра, за простим математичним принципом: 4=2+2=3+1=1+1+1+1=1,5+0,5+2 тощо.
Античне віршування передбачало таке виконання твору, в якому співи речитативом чи музичний супровід відігравали, очевидно, значну роль. Антична віршова стопа нагадує музичний такт, бо за однакової кількості мор вона може містити різну кількість складів чи заміняти одну стопу іншою тієї самої довжини (наприклад, дактиль — спондеєм: —UU=——), бо обидві ці стопи мають по чотири мори.
Аналогічне явище спостерігаємо в сучасній метричній східній поезії. До тактово-музичної організації метра близьке і народне віршування. Українську коломийку можна розглядати в багатьох випадках як рядки з чотирьох тактів, кожен з яких містить у собі чотири склади; але кількість складів може скорочуватися до трьох, двох і навіть одного, тільки більш протяжних, від чого рівномірність тактів не порушується. Наприклад:
1. Ку-че-ря-ва|Ка-те-ри-на|чіп-ля-ла-ся|до Мар-ти-на,

Ой Мар-ти-не,|доб-ро-ді-ю,|сва-тай ме-не|у не-ді-лю.
2. А я те-є|дів-ча люб-лю,|що бі-ле, як|гу-ся,

Во-но ме-не|по-ці-лу-є,|тіль-ки при-ту|лю-ся
3. Ко-зак ко-ня|на-пу-вав,|дзю-ба во-ду|бра-ла
4. За го-ра-ми|го-ри,|хма-ро-ю по|ви-ті,

За-сі-я-ні|го-рем,|кро-ві-ю по|ли-ті...
Можливі й інші варіанти коломийок та шумок, аналіз ритму яких потребує користування поняттям «такту».
Це стосується не тільки коломийок та коломийкового розміру, проміжного поміж силабікою і силабо-тонікою, а й танцювальних пісень та літературних творів, що тяжіють до тонічної основи. Музичність тактовика має відчуватися на слух: хай то буде нерівноскладова весільна пісня «Ой глянь, дівчино, через калач...», чи шедевр тичининського «кларнетизму» — «Арфами, арфами...», чи фольклорна стилізація І. Драча:
Ой чи то я Леда, ой чи то я Лада,
Аж на мене біл лебедик з небесонька пада
(«Балада про двох лебедів»).